# بلو فانگ گیمز
بلو فانگ گیمز (انگلیسی: Blue Fang Games) شرکت بازی ویدئویی آمریکایی است، که در سال ۱۹۹۸ تأسیس شد.